# Mozet
Mozet  (en wallon Mozet) est un village de la vallée du Samson dans la province de Namur, en Belgique. Administrativement il fait aujourd’hui partie de la commune de Gesves, en Région wallonne. C'était une commune à part entière avant la fusion des communes de 1977. Le village fut repris dans la liste des plus beaux villages de Wallonie.

## Étymologie
La première forme sous laquelle la plupart des auteurs croient reconnaître le nom de Mozet est latine : Mosania (747). Beaucoup d'autres graphies se trouvent dans les documents postérieurs à cette date : Mosenc (953), Moseaich (1159), Mosen (1224), Mosanium (1245), Moseing (1361), Mosaing (1373), Mouset (1479), Mauzet (1491).
Nous croyons que Mosania (747) dérive de Mosa : Meuse. Meuse et Mozet sont géographiquement si près l'un de l'autre ; pourquoi ne pourraient-ils être également aussi rapprochés par l'étymologie ?
C'est dans un diplôme, daté de Wasseiges (6 juin 747), que la villa de Mozet (Mosania) est citée pour la première fois, et qu'elle figure parmi les domaines des Carolingiens,.

## Géographie

### Hydrographie
Le village est arrosé par le ruisseau du Tronquoy, affluent du Samson et sous-affluent de la Meuse.

## Évolution démographique
- Source: DGS, 1831 à 1970=recensements population, 1976= habitants au 31 décembre
- 1900: Scission de Faulx-les-Tombes

## Patrimoine et culture

### Patrimoine architectural

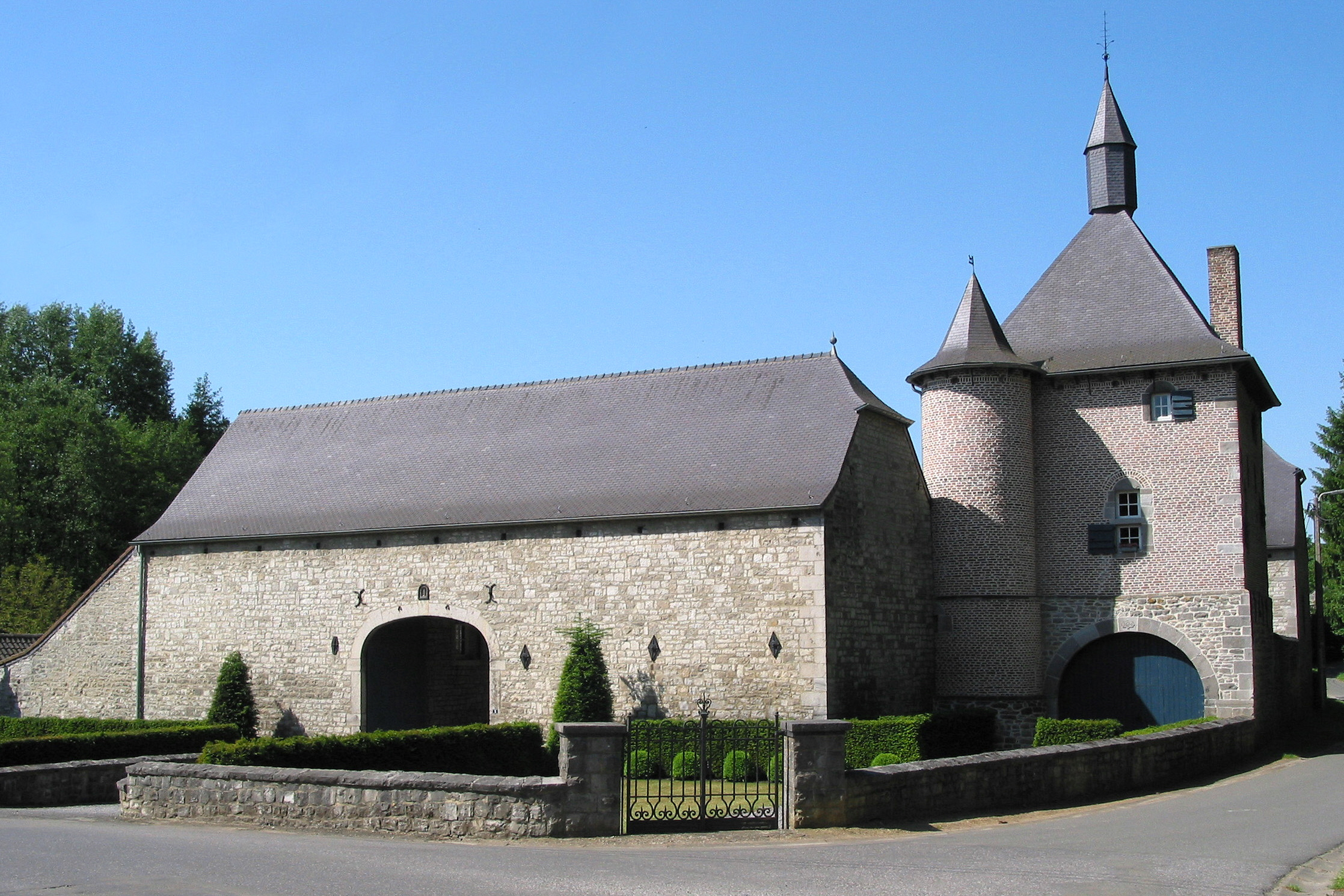
La ferme Marchand et la tour dite "du Royer" (XVIIe siècle), à Mozet.

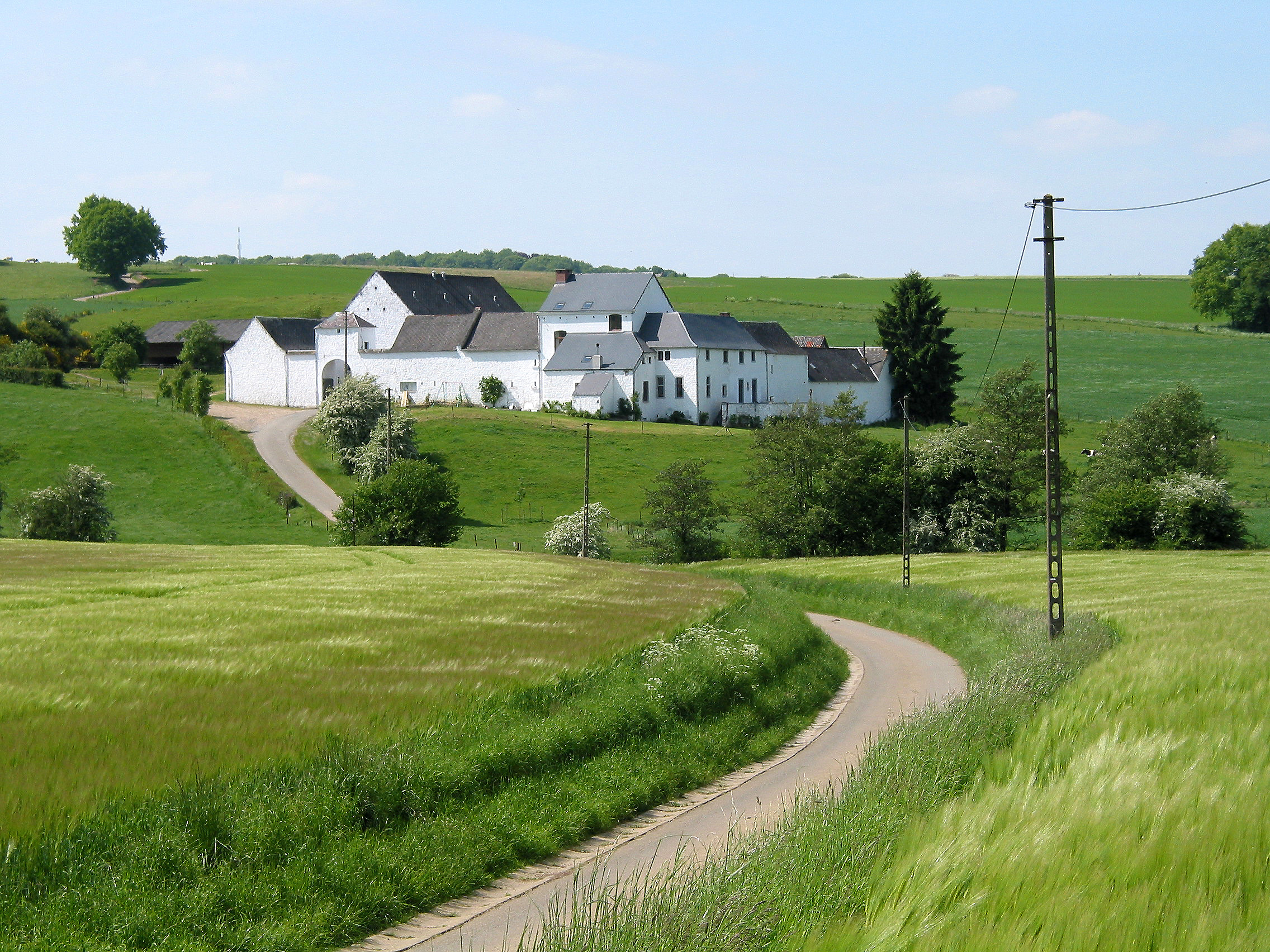
La ferme de Basseille, à Mozet.

- L’église Saint-Lambert est un bâtiment classique du XVIIIe siècle. Mais il existait déjà un lieu de culte en 1188. Construit en 1775 et consacrée deux ans plus tard par Mgr de Lobkowitz, évêque de Namur, le bâtiment actuel fut agrandi par l’ajout d’une travée en 1853[4]. Elle contient un riche mobilier liturgique – autels principal et latéraux, retable, chaire de vérité, confessionnaux – et des objets de culte de valeur : ostensoir, chandeliers, etc. Quelques pierres tombales du XVIIIe siècle sont encastrées dans le pavement intérieur et fixées aux murs extérieurs.
- Château de Mozet, rue du Baty. Siège d'une seigneurie foncière depuis le XIVe siècle, propriété du seigneur hautain du lieu François de Corswarem dans la deuxième moitié du XVIIe siècle[4].

- La ferme de Basseille. Siège d'une seigneurie acquise par Agnès-Th. Jacquet, épouse de Charles de Ghillenghien, seigneur d'Andoy, en 1763, elle est vendue à Michel Raymond, maître fondeur et batteur de cuivre. Ensemble clôturé des XVIIIe et XIXe siècle[5].
- Foyer Saint-Antoine, rue de Mozet. Ancien siège d'une seigneurie acquise par Pierre-Joseph Deville en 1760[6].
- La ferme de Royer appelée aussi ferme Marchand avec la tour du Royer du XVIIe siècle, construit par Jean Muller, seigneur de Courrière qui avais acquis en 1606 le fief cité pour la première fois au XIVe siècle et propriété des Juppleu et puis par alliance des Royer[7]. classée.
- La chapelle de Mont-Sainte-Marie dont les vestiges deux bâtiments séparés (XIe et XVIe siècles) aujourd'hui monument funéraire de la famille de Liedekerke[8], dominent le hameau du même nom.